# Lindernia anagalis
Lindernia anagalis é uma espécie botânica do gênero Lindernia pertencente à família Linderniaceae.